# Lithocarpus sericobalanos
Lithocarpus sericobalanos là một loài thực vật có hoa trong họ Cử. Loài này được E.F.Warb. mô tả khoa học đầu tiên năm 1936.